# Benny Gantz
Benjamin "Benny" Gantz (en hebreo: בנימין "בני" גנץ ) (Kfar Ahim, 9 de junio de 1959) es un político y exgeneral israelí, ministro de Defensa de Israel entre 2020 y 2022 y líder del Partido Azul y Blanco.
Fue jefe del Estado Mayor General de las Fuerzas de Defensa de Israel desde el 14 de febrero de 2011 hasta el 16 de febrero de 2015. En diciembre de 2018 dio el salto a la política y creó el partido político Resiliencia por Israel. En febrero de 2019 el partido se alió con Télem del exministro de Defensa Moshé Yalón y con Yesh Atid de Yair Lapid, para formar la alianza Azul y Blanco (Kajol Labán).
Después de tres elecciones consecutivas (en abril del 2019, septiembre del 2019 y marzo del 2020) que no arrojaron un claro ganador, Gantz formó un gobierno de coalición con Benjamín Netanyahu. Su alianza con Yesh Atid y Telem se desintegró, ya que estas facciones se oponían a pactar con Netanyahu mientras éste seguía en juicio por cargos de corrupción. La facción de Benny Gantz retuvo el nombre Kajol Labán. El 17 de mayo del 2020, además del cargo de ministro de Defensa, Gantz asumió el puesto de primer ministro alterno (ראש ממשלה חליפי), creado especialmente para que Netanyahu y Gantz compartieran el poder. El acuerdo de coalición estipulaba que en noviembre del 2021, Gantz asumiría como primer ministro y Netanyahu pasaría a ser el Alterno. Pero el gobierno colapsó antes de que la rotación se llevara a cabo y se convocaron elecciones por cuarta vez en dos años. Benny Gantz ejerció brevemente el cargo de ministro de Justicia de abril a junio del 2021. En las elecciones de marzo del 2021 Kajol Labán obtuvo 8 escaños, con los que se unió a la actual coalición de gobierno encabezada por el primer ministro Naftali Bennett y el primer ministro alterno Yair Lapid.

## Biografía
Gantz nació en Kfar Ahim, Israel en 1959. Su madre fue una sobreviviente del Holocausto, originaria de Mezőkovácsháza, Hungría. Su padre Nahum llegó de Rumania, y fue arrestado por las autoridades británicas por intentar ingresar a Palestina ilegalmente antes de llegar a Israel. Sus padres fueron cofundadores de Moshav Kfar Ahim, una comunidad agrícola cooperativa en el centro-sur de Israel. En su juventud, asistió a la Escuela Secundaria Shafir en Merkaz Shapira y al internado en la aldea juvenil HaKfar HaYarok en Ramat HaSharon.
Gantz se graduó en Escuela de Seguridad Nacional. Tiene una licenciatura en historia de la Universidad de Tel Aviv, un máster en ciencias políticas de la Universidad de Haifa y una maestría adicional en gestión de recursos nacionales de la Universidad de Defensa Nacional de los Estados Unidos.

### Trayectoria militar
Gantz fue reclutado por las FDI en 1977. Se ofreció como paracaidista en la Brigada de Paracaidistas. Su primera misión como joven recluta en 1977 fue formando parte del equipo de seguridad para la visita del presidente egipcio Anwar Sadat a Israel. En 1979, Gantz se convirtió en oficial después de completar la Escuela de Candidatos Oficiales. Regresó a la Brigada de Paracaidistas y sirvió como líder de pelotón y comandante de la compañía, completó un curso en las Fuerzas Especiales del Ejército de los Estados Unidos y luchó en la primera guerra del Líbano.
Más tarde, dirigió 890 batallones de paracaidistas "Efe" (Echis) en operaciones contraguerrilleras en el sur del Líbano. En 1991, dirigió la unidad de comando que estaba sobre el terreno en Addis Abeba, Etiopía, durante 36 horas, asegurando el transporte aéreo de la Operación Salomón que trasladaron a 14 000 judíos etíopes a Israel.
En el curso de su carrera militar, Gantz sirvió como comandante de la Unidad Shaldag en la Fuerza Aérea Israelí; comandante de la 35.ª Brigada de Paracaidistas; comandante de la División de Reservas en el Comando Norte; comandante de la Unidad de Enlace del Líbano; comandante de la División Judea y Samaria en 2000, antes de convertirse en comandante del Comando Norte de Israel en 2001. Fue agregado militar de Israel en los Estados Unidos desde 2005 hasta 2009, antes de convertirse en el jefe adjunto del Estado Mayor. Sirvió en el conflicto del sur del Líbano de 1978, la Guerra del Líbano de 1982, el conflicto del sur del Líbano de 1985-2000, la Operación Salomón y la Segunda Intifada.
El 14 de febrero de 2011 asumió el mando de Jefe del Estado Mayor de las FDI. En su primer año de mandato nombró a la primera mujer general-mayor (Aluf) de las FDI, Orna Barbivai. Gantz comandó a las FDI cuando lucharon contra facciones palestinas en Gaza en las campañas Operación Pilar Defensivo y la Operación Margen Protector.

#### Cronología de su carrera militar
Entre los años 1987 y 1989: Se desempeñó como comandante del batallón "Efa" (víbora) en la Brigada Paracaidista.
En 1989 Gantz fue elegido para convertirse en el comandante de la unidad de élite Shaldag de la Fuerza Aérea Israelí, puesto que ocupó hasta 1992. Durante este período fue el comandante de las fuerzas aéreas y el responsable de la marcha de la Operación Salomón.
En 1992 fue nombrado comandante de una brigada de reserva de los paracaidistas.
Entre los años 1994-1995: fue el comandante de la brigada de Judea, perteneciente a la División de Judea y Samaria (Yehuda be Shomron).
Entre 1995 y 1997 se desempeñó como comandante de la Brigada Paracaidista.
En 1997 abandonó temporalmente el ejército para estudiar en los Estados Unidos.
En 1998 recibió el rango de general de brigada y fue nombrado comandante de una división de reserva del Comando de la Región Norte.
Entre los años 1999 y 2000 se desempeñó como jefe de la Unidad de Enlace con el Líbano. Fue el último comandante de las FDI en retirarse del Líbano.
En 2001 recibió el grado de general de división del Comando de la Base de la Región Norte.
Entre los años 2000 y 2002, durante el inicio de la Segunda Intifada, se desempeñó como comandante de la División de Judea y Samaria.
En 2002 se convirtió en el comandante del Comando de la Región Norte, puesto que ocupó hasta 2005.
Entre los años 2005 y 2007 se desempeñó como comandante de las fuerzas de tierra.
En 2007 fue nombrado agregado militar del ejército israelí en los Estados Unidos.
En 2009, el ministro de Defensa y el Jefe del Estado Mayor, le pidieron que sirviera como subjefe del Estado Mayor, cargo que ocupó hasta noviembre de 2010.
El día 14 de febrero de 2011,  Gantz se convirtió en el XX Jefe del Estado Mayor de las FDI, recibió el grado de teniente general, y sucedió al anterior jefe del Estado Mayor, el teniente general Gabi Ashkenazi.

### Trayectoria empresarial
Gantz fue presidente de Fifth Dimension, una compañía de tecnología informática para la seguridad y el cumplimiento de la ley, que se especializó en el seguimiento a través de programas espía de teléfonos inteligentes. La compañía cerró debido a razones financieras después de que su inversionista ruso Víktor Vekselberg fuera sancionado por la ley CAATSA por Estados Unidos durante la investigación del Consejo Especial sobre los intentos rusos de interferir con las elecciones estadounidenses.

### Trayectoria política
En diciembre de 2018, Gantz anunció la formación de un nuevo partido político. Fue creado formalmente el 27 de diciembre de 2018 con el nombre de Partido de Resiliencia por Israel ("Hosen LeYisrael" en hebreo), y se presentó en las elecciones parlamentarias israelíes de abril de 2019.
En su primer discurso político importante el 29 de enero de 2019, Gantz se comprometió a fortalecer los bloques de asentamientos israelíes en Cisjordania y dijo que Israel nunca abandonaría los Altos del Golán. No respaldó ni rechazó una solución de dos estados para el conflicto israelo-palestino. "El Valle del Jordán será nuestra frontera, pero no dejaremos que millones de palestinos que viven más allá de la cerca pongan en peligro nuestra identidad como estado judío", dijo. Al final de su discurso, Gantz anunció una alianza electoral con el exministro de defensa y jefe de gabinete de las FDI, Moshe Ya'alon.
Gantz ayudó a formular un plan de separación unilateral para el Instituto de Estudios de Seguridad Nacional que pedía la creación unilateral de una "entidad" palestina contigua en el 65% de Cisjordania y el congelamiento de la construcción en asentamientos fuera de los principales bloques de asentamientos que se espera que se retengan en un futuro acuerdo de paz para evitar la amenaza percibida de una solución de un solo estado, que el plan calificó como una amenaza existencial para Israel, junto con un Irán nuclear.
El 17 de febrero de 2019, en la Conferencia de Seguridad de Múnich, Gantz enumeró los principales desafíos de Occidente como "Irán extremista, terror islámico e inestabilidad regional".
Gantz criticó la decisión de Benjamin Netanyahu de prohibir que las congresistas estadounidenses Ilhan Omar y Rashida Tlaib entraran en Israel, diciendo que Omar y Tlaib habrían visto que Cisjordania es "el segundo mejor lugar" para los árabes en el Medio Oriente.
Gantz se negó a sentarse con Netanyahu en una coalición. En abril de 2020 acordó con Netanyahu un gobierno unitario implicando que será primer ministro de Israel el 17 de noviembre de 2021. Gantz apeló a la "reconciliación" y respaldó el "gobierno de unidad nacional" al considerar que la alternativa era "una especie de guerra civil". El 8 de julio de 2020 Benny Gantz se ha puesto en cuarentena como medida de precaución tras haber estado en contacto con una persona que tendría COVID-19.
El 9 de junio de 2024, Gantz quebró oficialmente la coalición de gobierno, renunció a su cargo de ministro en el Gabinete de Guerra de Israel e instó a Netanyahu a convocar elecciones.

## Posiciones políticas
Entre las posiciones que defendía la Kajol Laban en las elecciones de 2019 y 2020, estaban la introducción de límites de mandato del primer ministro, prohibir que los políticos acusados puedan estar en la Knéset, enmendar la ley del estado nación para incluir a las minorías israelíes, limitar el poder del Gran Rabinato de Israel sobre los matrimonios, invertir en educación temprana, ampliar la atención médica y volver a iniciar negociaciones con la Autoridad Palestina para un acuerdo de paz.